# 안강여자중학교
안강여자중학교(安康女子中學校)는 대한민국 경상북도 경주시 안강읍 산대리에 있는 사립 중학교이다.

## 학교 연혁
- 1964년 1월 8일 : 학교법인 국파학원 인가 (설립자 이사장 이용정)
- 1964년 1월 21일 : 안성중학교 설립인가 (6학급)
- 1964년 2월 4일 : 초대 김달생 교장 취임
- 1966년 11월 12일 : 안강여자중학교 교명변경 인가
- 1967년 3월 2일 : 제1회 신입생 입학 (125명)
- 1978년 11월 8일 : 안강여자고등학교 설립인가 (6학급)
- 1979년 2월 7일 : 중학교 학칙변경 인가 (21학급)
- 1985년 10월 20일 : 교지 창간호 발행
- 2003년 4월 28일 : 중학교 신관 준공
- 2006년 11월 1일 : 체육관 준공
- 2007년 10월 1일 : 급식소 준공
- 2012년 5월 7일 : 제2대 김성수 이사장 취임
- 2022년 3월 1일 : 제11대 정기인 교장 취임
- 2023년 12월 29일 : 중학교 제55회 졸업(졸업생 수 13,582명)
- 2024년 3월 4일 : 신입생 84명 입학

## 참고 자료
- 안강여자중학교 - 한국교육학술정보원 학교알리미